# Gabriele Frechen
Gabriele Ute Frechen  geb. Ehrenfried (* 12. Oktober 1956 in Lichtenau) ist eine deutsche Politikerin (SPD).

## Leben und Beruf
Nach der Mittleren Reife 1972 am Progymnasium Rheinbischofsheim absolvierte Gabriele Frechen bis 1974 eine Ausbildung zur Bauzeichnerin. Von 1975 bis 1977 machte sie dann eine Ausbildung zur Medizinisch-Technischen Radiologieassistentin und war anschließend in diesem Beruf bis 1980 an einem Krankenhaus tätig. 1981 begann Gabriele Frechen eine Ausbildung zur Fachgehilfin in wirtschafts- und steuerberatenden Berufen, die sie 1984 abschloss. Von 1987 bis 1988 absolvierte sie erfolgreich eine Weiterbildung zur Bilanzbuchhalterin und bestand 1995 schließlich die Prüfung zur Steuerberaterin. Seitdem ist sie als selbständige Steuerberaterin tätig.
Gabriele Frechen ist seit 1982 verheiratet und hat eine Tochter.

## Partei
Sie ist seit 1982 Mitglied der SPD und gehört von 1988 bis 1992 und wieder seit 2003 dem Vorstand des SPD-Unterbezirks Rhein-Erft-Kreis an. Seit Februar 2004 ist sie Mitglied im Landesvorstand der SPD in Nordrhein-Westfalen aus welchem sie 2012 nach ihrer innerparteilichen Niederlage in der Wahl als Landtagskandidatin außerhalb der turnusgemäßen Wahl ausschied. Sie ist Mitglied des Netzwerk Berlin.

## Abgeordnete
Seit 1989 gehört Gabriele Frechen dem Rat der Stadt Hürth an und war hier von 1999 bis 2004 Vorsitzende des Ausschusses für Umwelt, öffentliche Ordnung, Bau und Vergabe.
Von 2002 bis 2009 war sie Mitglied des Deutschen Bundestages. Hier war sie von 2002 bis 2005 stellvertretende Sprecherin der Arbeitsgruppe Petitionen der SPD-Bundestagsfraktion.
Von November 2005 an war sie stellvertretende Vorsitzende des Finanzausschusses und außerdem seit Dezember 2005 Mitglied im Vorstand der SPD-Bundestagsfraktion.
Gabriele Frechen ist stets als direkt gewählte Abgeordnete des Wahlkreises Erftkreis I in den Bundestag eingezogen. Bei der Bundestagswahl 2005 erreichte sie hier 47,8 % der Erststimmen. 2009 verlor sie bei der Bundestagswahl ihren Wahlkreis an Willi Zylajew.
Bei der vorgezogenen Landtagswahl 2012 kandidierte Frechen als Landtagskandidatin, da sie ein erneutes Bundestagsmandat nicht mit ihren persönlichen Plänen vereinbaren konnte. Auf der Mitgliederversammlung ihres Kreisverbandes unterlag Frechen ihrer Mitkandidatin Brigitte D'moch-Schweren, die in der anschließenden Wahl direkt in den Landtag einzog. Frechen zog aus ihrer Niederlage ihre Schlüsse und trat aus dem Landesvorstand der nordrhein-westfälischen SPD zurück und konzentriert sich auf ihre kommunale Arbeit im Rhein-Erft-Kreis und in Hürth.

## Öffentliche Ämter
Von 1996 bis 2002 war Gabriele Frechen stellvertretende (ehrenamtliche) Bürgermeisterin der Stadt Hürth.